# Потоцкий, Антон Осипович
Граф Антон Осипович (Антоний) Потоцкий (пол. Antoni Potocki; (17 июня 1780, Монастырище, Речь Посполитая — 18 октября 1850, Варшава) — польский, французский и русский военачальник и государственный деятель, бригадный генерал (генерал-майор) армии Царства Польского Российской империи (1816), тайный советник и сенатор (1843).

## Биография

Герб Потоцких, «Пилява».

Представитель польского магнатского рода Потоцких.
Родился в 1781 году в имении отца — старосты галичского, графа Иосифа Макария Потоцкого (ум. 1821). Мать — Людовика, урождённая княжна Любомирская (ум. 1829). Внук каштеляна львовского, графа Юзефа Потоцкого (1695—1764). Младший брат графа Станислава Потоцкого (1776—1830), генерал-адъютанта, сенатора-воеводы, главного начальника пехоты Царства Польского. 
Поступив в 1792 году на службу в армию Речи Посполитой, в Литовский полк, Потоцкий вскоре был произведен в подхорунжие конного Мировского гвардейского полка, в котором служил до 1794 года, когда вышел в отставку.
В ноябре 1806 года Антоний Потоцкий вновь поступил на службу — подпоручиком во 2-й пехотный полк армии союзного Наполеону Великого герцогства Варшавского; а в начале следующего года стал адъютантом главнокомандующего армией — князя Юзефа Понятовского. С конца лета того же года — капитан. Участвовал в Польско-австрийской войне 1809 года, войне 1812 года (на стороне Франции), боевых действиях 1813—14 годов (также на стороне Франции). 

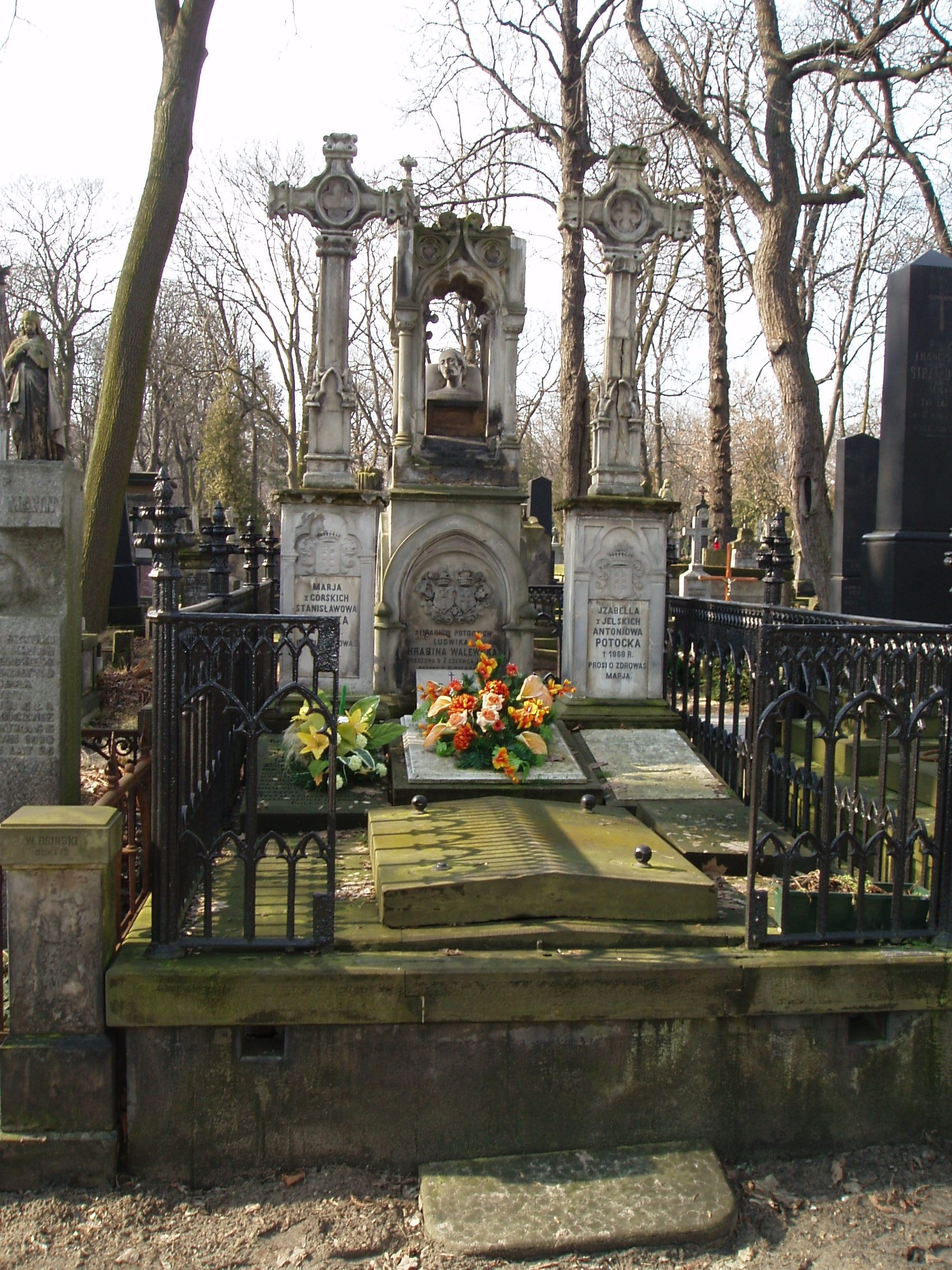
Могила А. Потоцкого на кладбище Старые Повонзки в Варшаве

После окончания Наполеоновских войн, наряду с остальными польскими офицерами и генералами, служившими Наполеону, получил право вернуться в Россию. При создании армии российского Царства Польского, Потоцкий в январе 1815 года был назначен командиром 1-го конно-егерского полка. Летом 1816 года был произведён в генерал-майоры (бригадные генералы), после чего командовал сперва 1-й, а затем 2-й бригадой Конно-егерской дивизии Царства Польского.
В 1824 году император Александр I подтвердил его графский титул.
В «Заметке о генералах всех чинов, служащих в польской армии по порядку списка», написанной 19-го июня 1826 года цесаревичем Константином Павловичем для императора  Николая I, только недавно вступившего на престол, содержится следующий отзыв о Потоцком: «Потоцкий Антон, бригадный генерал, начальник 2-й бригады дивизии конных егерей. Не отличается ни способностями, ни умом; впрочем, он исполняет свои обязанности, не заслуживая замечаний. Бригада его в прекрасном состоянии, так как ему деятельно помогают полковые командиры».
В 1824 году вышел в отставку с военной службы. В 1843 году получил чин тайного советника и был назначен сенатором в Варшавские департаменты Правительствующего сената Российской империи. В бытность свою сенатором, Потоцкий с лета 1844 года состоял членом Комитета для составления «Свода законов Царства Польского», с весны 1849 года присутствовал в 10-м департаменте Сената, а в начале лета того же года был назначен предводителем дворянства Варшавской губернии  (по назначению от правительства, а не по выборам дворянства). 
В мае 1850 года был награждён орденом Святого Станислава 1-й степени (орден Святого Станислава 2-й степени он получил еще от Александра I).

## Семья
30 августа 1799 года женился на графине Розе Потоцкой (1780—1862), дочери Станислава Щенсны Потоцкого. В 1812 году этот брачный союз распался, в 1813 году она вышла замуж за Владислава Браницкого (1782—1843). В браке родились:
- Владимир Станислав Потоцкий (1801—1820).
- Роза Потоцкая (1802—1862), с 1824 года жена графа Андрея Замойского.
- Пшемыслав Потоцкий (1805—1847).